# Saudi German Hospitals
Saudi German Hospitals Group — один из крупнейших поставщиков медицинских слуг в странах MENA с 11 больницами и более 8500 сотрудниками, действующими по всей Саудовской Аравии, Объединенным Арабским Эмиратам (ОАЭ), в Египте и Йемене.
Saudi German Hospitals Group была основана в 1988 году братьями инженером Собхи Батерйе и доктором Халидом Батерйе.

## Структура
Saudi German Hospitals Group управляет шестью многоспециальными третичными больницами в Саудовской Аравии, охватывающими города Джидда, Асеер, Эр-Рияд, Медину, Хаиль и последнюю больницу в Эд-Даммаме, которая открылась в феврале 2020 года, площадью 39 000 квадратных метров и емкостью до 300 спальных мест 100 амбулаторий.
Группа Saudi Germain Hospitals управляет тремя учреждениями здравоохранения в Дубае, Шарджа и Аджман.
Медицинское учреждение в Каире, Египте и объявила о планах создания медицинского города в Александрии.
Одна больница работает в Сане, Йемен, которая открылась в 2006 году.
В 2018 году группа Saudi Germain Hospitals сотрудничает с корпорацией развития Zenata Corporation для создания больницы с 300 кроватями и шести специализированных блоков в Касабланка, Марокко.
В 2020 году группа объявила о своих планах открытия больничных объектов в Марокко и Пакистане, а также новой больницы в Мекке, Саудовская Аравия.
По состоянию на январь 2020 года группа Saudi Germain Hospitals имела 2700 спальных мест.